# Varvarin (selo)
Varvarin (em cirílico: Варварин (село)) é uma vila da Sérvia localizada no município de Varvarin, pertencente ao distrito de Rasina, na região de Šumadija, Temnić. A sua população era de 1597 habitantes segundo o censo de 2011.

## Demografia
| 1948 | 1953 | 1961 | 1971 | 1981 | 1991 | 2002 | 2011 |
| ---- | ---- | ---- | ---- | ---- | ---- | ---- | ---- |
| 1938 | 2014 | 1948 | 1940 | 1977 | 1899 | 1779 | 1597 |